# Bataille du mont Tambu
Seconde Guerre mondiale, 
Guerre du Pacifique
Batailles
- Mubo
- Bobdubi
- Crête Lababia
- Baie de Nassau
- Crête Roosevelt
- Mont Tambu
- Lae
- Nadzab

La bataille du mont Tambu est une série d'actions menées dans la région de Salamaua en territoire de Nouvelle-Guinée entre les forces alliées et japonaises, s'étant déroulée du 16 juillet et le 18 août 1943, pendant la Seconde Guerre mondiale. La bataille fait partie de la campagne plus large Salamaua-Lae et s'est déroulée dans les dernières étapes de la campagne, qui vit une force combinée australienne et américaine avancer de Wau vers Salamaua après le rejet de l'attaque japonaise sur Wau fin janvier et début février 1943. Après plusieurs assauts frontaux repoussés par des défenseurs japonais déterminés, une approche indirecte des fantassins australiens et américains est recherchée et des mouvements de flanc sont entrepris pour couper la route d'approvisionnement japonaise le long de la piste Komiatum. Cette manœuvre réussira finalement à forcer les Japonais à quitter leur position alors qu'ils se repliaient pour éviter l'encerclement.

## Contexte
Fin janvier et début février 1943, les efforts japonais pour sécuriser un aérodrome vital à Wau sont stoppés par une petite force australienne, ce qui met fin aux tentatives japonaises de capturer Port Moresby. Cette victoire est suivie par les Australiens poussant dans la région environnante. À la suite d'actions autour de Mubo et de la crête de Lababia fin juin et début juillet 1943, les troupes australiennes de la 17e brigade du brigadier Murray Moten reçoivent l'ordre de pénétrer les lignes vers la région de Komiatum et du mont Tambu, à environ 10 km de Salamaua — alors que les Alliés avançaient vers Salamaua, en vue d'y immobiliser des réserves japonaises, pour détourner leur attention de Lae.

## La bataille
La plus haute caractéristique de la route entre Mubo et Salamaua, le mont Tambu se compose d'une série de crêtes escarpées en forme de rasoir couvertes d'une jungle dense. Tout au long de juillet et août, les troupes des 2/5e et 2/6e bataillons d'infanterie de la seconde force impériale australienne et du 42e bataillon d'infanterie de la milice entreprennent une série d'actions autour du mont Tambu et de Komiatum. La zone est défendue par environ 700 soldats japonais, issus de deux bataillons du 66e régiment d'infanterie sous le commandement du lieutenant-colonel Fukuzo Kimura et du major Sakai Sugiyama ; initialement, la position n'était défendue que par le 2e bataillon de Sugiyama, mais à la mi-juillet, le 3e bataillon de Kimura est déployé pour les renforcer. Ces actions sont menées en conjonction avec des opérations dans la région environnante, qui comprend également des attaques sur Bobdubi, un débarquement amphibie par les troupes américaines dans la baie de Nassau et des actions autour de la crête Roosevelt.

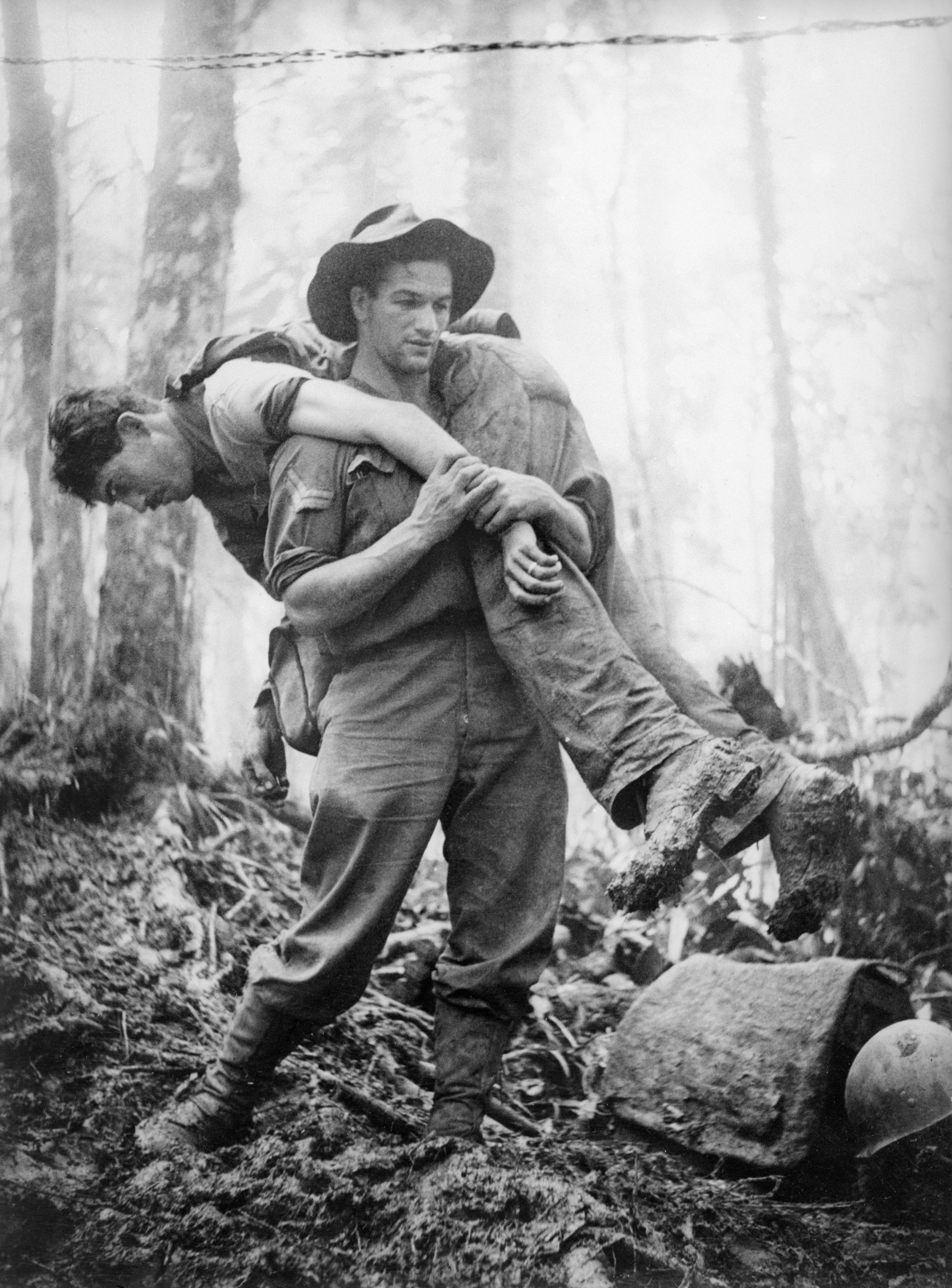
Le caporal Leslie Allen, un brancardier australien, évacue un soldat américain blessé lors des combats sur le mont Tambu.

Le premier assaut allié est mené par les troupes du 2/5e le 16 juillet 1943 et les Australiens sécurisent une partie du versant sud du mont Tambu. Les Japonais commence à contre-attaquer cette nuit-là mais sont repoussés avec de lourdes pertes : les Australiens comptent 39 pertes, dont 14 tués, tandis que les Japonais perdent environ 350 hommes dans les huit attaques avant l'aube. Peu de temps après cela, le bataillon de Kimura arrive pour renforcer les positions japonaises alors que le haut commandement japonais détermine la nécessité de tenir Tambu. Le 24 juillet, le 2/5e lance une nouvelle attaque à travers un ravin escarpé, qu'il a fallu traverser pour atteindre le sommet de la position. Un petit groupe atteint le sommet mais ils sont finalement chassés après de violents combats.En périphérie, les 58e/59e bataillon et 2/7e bataillon d'infanterie sont fortement engagés autour de la position « Old Vickers », lors des combats autour de Bobdubi, tandis que le 24e bataillon d'infanterie est engagé dans des « rôles de sécurité et de diversion », tentant d'attirer les forces japonaises éloignées des principales forces australiennes.
Le 28 juillet, plusieurs compagnies — composées d'environ 400 hommes — du 1er bataillon du 162e régiment d'infanterie, qui ont débarqué dans la baie de Nassau plus tôt dans le mois, sont déployés et ont relevé certaines des forces australiennes dans les positions avancées autour du mont Tambu. Les équipages de mortiers australiens et les brancardiers sont restés en ligne pour soutenir les troupes américaines, tandis qu'une compagnie du 2/5e bataillon d'infanterie australien continue à maintenir une base autour de la montagne. Le 30 juillet, une attaque en montée au niveau de l'entreprise est lancée par les troupes américaines, mais celle-ci échoue. Pour ses efforts dans le sauvetage de 12 soldats américains blessés lors d'une attaque, un brancardier australien du 2/5e bataillon d'infanterie, le caporal Leslie Allen, reçoit l'US Silver Star; ses actions sous le feu ennemi ont été capturées dans une photographie par Gordon Short.
Le commandant australien, Moten, cherche une approche indirecte, se concentrant sur la coupure de la route d'approvisionnement des défenseurs japonais le long de la piste Komiatum. Cela est achevé le 16 août 1943, lorsque le 2/6e bataillon d'infanterie parvient à sécuriser la partie sud de la crête de Komiatum, tenant la position contre des contre-attaques japonaises déterminées, soutenues de ses flancs par des tirs de mitrailleuses lourdes du 2/5e et de petits bras du 42e de la crête de Davidson. Menacés d'encerclement, les défenseurs japonais se replient alors de la position.

## Conséquences
Les opérations dans la région se poursuivent pendant le reste du mois d'août et jusqu'en septembre alors que les Japonais se battent pour contenir l'avancée alliée sur leur dernière ligne défensive devant Salamaua. Néanmoins, la rivière Francisco est franchie fin août et la principale position japonaise autour de la colline Charlie est prise la première semaine de septembre,. Les Alliés lancent également un débarquement maritime près de Lae et un débarquement aérien à Nadzab dans le cadre d'une opération pour sécuriser Lae, que les planificateurs alliés la considèrent comme plus important que Salamaua. La pression avait été maintenue sur Salamaua dans le but d'éloigner les renforts de Lae, mais au fur et à mesure du développement de l'opération de Lae, les Japonais éloignèrent environ 5 000 à 6 000 soldats de Salamaua par la mer, abandonnant la ville gravement endommagée par les bombes. Début septembre, le quartier général de la 5e division du major général Edward Milford prend le relais de la 3e division et les Australiens lancent un ultime effort pour sécuriser Salamaua. Le mauvais temps entrave leurs efforts mais l'aérodrome et les environs sont finalement sécurisés le 11 septembre par les forces australiennes des 15e et 29e brigades, après un bref engagement avec l'arrière-garde japonaise. Les pertes australiennes dans la campagne sont de 343 hommes tués et 1 083 blessés, pour 8 100 victimes japonaises, dont 2 722 tués.